# Jean-François de Gondi

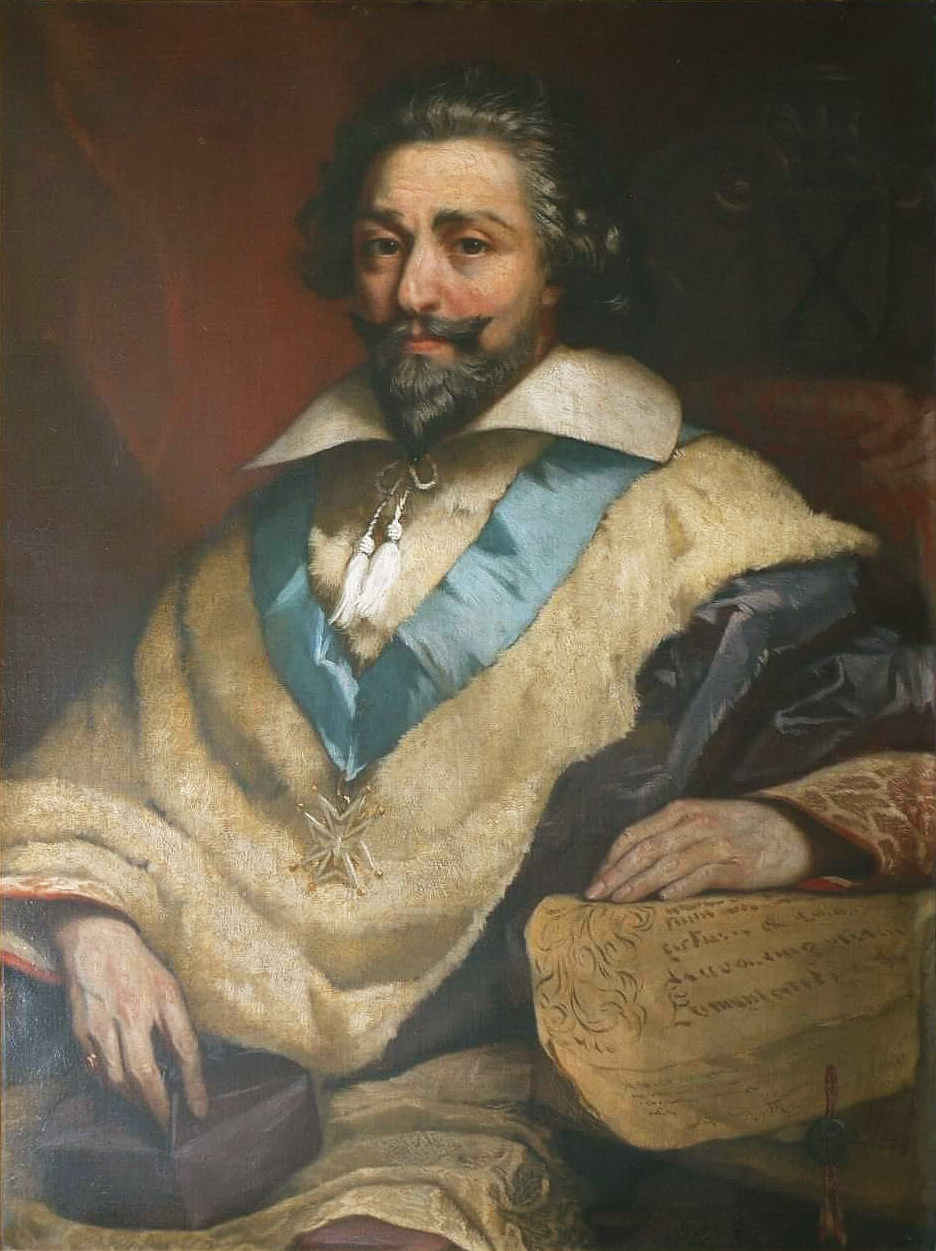
Jean-François de Gondi.

Jean-François de Gondi (Parijs, 1584 - aldaar, 21 maart 1654) was van 1622 tot aan zijn dood de eerste aartsbisschop van Parijs.

## Levensloop
Jean-François de Gondi was de derde zoon van Albert de Gondi, hertog van Retz en maarschalk van Frankrijk, uit diens huwelijk met barones Claudine-Catherine de Clermont-Dapierre. Zijn oudere broers waren Henri de Gondi, bisschop van Parijs en kardinaal, en Philippe Emmanuel de Gondi, generaal van de galeien.
In 1610 werd hij abt van de Notre-Dame van Parijs en van 1616 tot 1651 was hij tevens commendatair abt van de Notre Dame-abdij la Chaume in Machecoul. In 1622 volgde Jean-François de Gondi zijn overleden broer Henri op als bisschop van Parijs. Op 22 oktober 1622 werd hij op bevel van koning Lodewijk XIII van Frankrijk door paus Gregorius XV tot aartsbisschop van Parijs verheven.
De Gondi stierf in maart 1654 in Parijs en werd bijgezet in de Notre-Dame van Parijs.
- Biblioteca Nacional de España: XX6537487
- Bibliothèque nationale de France: cb11254740t (data)
- Gemeinsame Normdatei: 1024716406
- International Standard Name Identifier: 0000 0000 6151 2983
- Système universitaire de documentation: 166577944
- Virtual International Authority File: 19671159
- WorldCat: E39PBJtGYkcQpwMMfYfxpymcfq